# Helvi Juvonen
Helvi Juvonen (ur. 5 listopada 1919 w Iisalmi, zm. 1 października 1959 w Helsinkach – fińska poetka.

## Życiorys i twórczość
Urodziła się 5 listopada 1919 w Iisalmi. Urodziła się w rodzinie kupieckiej. Przez jakiś czas po studiach pracowała jako korektorka, później poświęciła się całkowicie pracy pisarskiej.
Uważana za jedną z najwybitniejszych poetek lat 50. Jej twórczość, stanowiąca ogniwo między tradycyjną poezję a poezją modernistyczną, jest dość udziwniona metaforycznie. Cechuje ją głębia uczuć i doznań. Charakterystyczne są już niektóre tytuły zbiorów wierszy: Karłowate drzewo (fiń. Kääpiöpuu, 1949). Król Złotypłaszcz (fiń. Kuningas Kultatakki, 1950), Lód aż do dna (fiń. Pohjajäätä, 1952) czy Skalisty grunt (fiń. Kalliopohja, 1955). Obrazy poetyckie w wierszach z tych zbiorów są zagęszczone bardzo jednorodnymi symbolami takimi jak: grzyby, korzenie, zbutwiałe drewno, stojąca woda, sowy, krety. Osamotnienie człowieka, które jest punktem wyjścia rozważań, ma swoje źródło w ciężkiej długotrwałej chorobie poetki. W wierszu Niedźwiedź (fiń. Karhu utożsamia się z więzionym zwierzęciem. W podobnym nastroju utrzymane są utwory pisane prozą, wydane już pośmiertnie Zimowe sny małego niedźwiadka (fiń. Pikku Karhun talviunet, 1974).
W 1957 otrzymała Nagrodę Eino Leino. Zmarła 1 października 1959 w Helsinkach. Pochowana na Cmentarzu Hietaniemi w Helsinkach.